# Grégory Cojean
Grégory Cojean, né le 13 août 1977, est un entraîneur français de handball. Après avoir rejoint le HBC Nantes en 2005 et avoir assuré l'intérim en 2009, il est l'entraîneur de l'effectif professionnel du club nantais depuis 2022.

## Biographie
Formé au Trignac HB, Grégory Cojean a été gardien de but à la CJ Bouguenais pendant 7 ans en N3 puis en N2 . Il commence ensuite sa carrière d'entraîneur à la CJ Bouguenais, en emmenant les moins de 18 ans du club en quart de finale du championnat de France.
En 2005, il rejoint le HBC Nantes en tant que responsable technique et coach de la réserve. En charge du centre de formation, Cojean fait monter l'équipe 2 nantaise de N3 en N2 à l'issue de la saison 2006-2007, décrochant une 4e place pour sa première année dans la division. 
En février 2009, il est promu nouvel entraîneur de l'effectif professionnel du HBC Nantes en remplacement de Stéphane Moualek. Il devient alors l'un des plus jeunes coach de D1 avec celui d'Aurillac Raphaël Geslan. En avril 2009, Thierry Anti arrive au club, tout d'abord pour raison administrative afin de seconder Cojean (un entraîneur de LNH doit disposer du diplôme de niveau 6 performance) qui reste l'entraîneur principal jusqu'au terme de la saison. À compter de la saison suivante et jusqu'en 2016, Cojean est l'adjoint d'Anti. Le duo contribue à la progression du club sur la scène nationale (finaliste Coupe de la Ligue en 2013 et de la Coupe de France en 2015 et troisième du Championnat de France en 2016) et internationale (finaliste de la Coupe de l'EHF en 2013 et en 2016).
En 2016, Alberto Entrerríos passe du terrain au banc de touche en devenant l'adjoint de Thierry Anti et Cojean retrouve alors le centre de formation du club. En 2019, Entrerríos succède à Anti comme entraîneur principal et prend comme adjoint Cojean, qui prend également la direction sportive et reste, en plus de ses nouvelles fonctions, directeur du centre de formation.
En novembre 2021, avec le départ annoncé d'Entrerríos, Cojean est nommé entraîneur principal du HBC Nantes à compter du 1er juillet 2022.

## Palmarès
Le palmarès n'indique que les résultats obtenus en tant qu'entraîneur principal
Compétitions internationales
- demi-finaliste de la Ligue des champions en 2024

Compétitions nationales
- Deuxième du Championnat de France en 2024 et 2025
- Vainqueur de la Coupe de France en 2023 et 2024
- Vainqueur du Trophée des champions en 2022 et 2024